# احمد صبحی منصور
احمد صبحی منصور (به انگلیسی: Ahmed/Ahmad Subhy Mansour) محقّق، اسلام‌شناس معاصر، رهبر معنوی قرآنیان در مصر، فعال حقوق بشر و رئیس مرکز جهانی قرآن (IQC) است.
منصور سال‌ها در زمینهٔ حقوق بشر و دموکراسی در مصر فعالیت می‌کرد تا اینکه پس از طرد از سوی فقهای اصول‌گرای مصری مورد پیگرد حکومت نیز قرار گرفت. وی مدتی را در زندان‌های مصر سپری کرد. وی در حال حاضر، در ایالات متحده آمریکا سکونت دارد.

## زندگی
احمد صبحی منصور متولد مارس ۱۹۴۹ در منطقه الشرقیة کشور مصر است. تحصیلات متوسطه خود را در سال ۱۹۶۴ پایان برد و در آزمون سراسری سال ۱۹۶۴ با کسب رتبه دوم، به دبیرستان دوم الازهر در منطقه الشرقیة وارد شد. منصور در سال ۱۹۶۹ پس از کسب رتبه چهارم کل کشور در جامعه الازهر قاهره پذیرفته شد. منصور در گرایش تاریخ اسلام به سال ۱۹۷۳، با معدل الف لیسانس گرفت و با کسب مدرک فوق لیسانس در ۱۹۷۵ و P.H.D با رتبهٔ ممتاز در سال ۱۹۸۰، فارغ‌التحصیل شد. او از سال ۸۰–۱۹۷۳ به عنوان استادیار و سخنران و از ۱۹۸۰–۱۹۸۷ در کسوت دانشیار دانشکدهٔ ادبیات عرب الازهر به تدریس می‌نموده‌است. وی به خاطر افکار و عقایدش در می ۱۹۸۵ از تدریس کنار گذاشته شد. وی به اتّهام دشمنی با اسلام و ارائهٔ قرائتی ساختارشکنانه از آن در سال ۱۹۸۷ میلادی در دادگاه ویژهٔ الازهر محاکمه و در ۱۹۸۸ به زندان محکوم گردید.
صبحی منصور در ۹۲–۱۹۹۱ به همراه فرج فوده حزب «المستقبل» را بنیان نهاد، ولی طولی نکشید که فوده به دنبال اعلام حکم ارتدادش از سوی یکی از مشایخ الأزهر، چندی بعد به دست گروه‌های بنیادگرای اسلامی در ژوئن ۱۹۹۲ ترور شد.
در ۹۶–۱۹۹۴ او از اعضای اصلی انجمن حقوق بشر مصر بود. منصور از سال ۱۹۹۶ کنفرانس‌های هفتگی را در مرکز جهانی ابن خلدون- به ریاست سعد الدین ابراهیم- برگزار می‌کرد و در این کنفرانس‌ها پیرامون دگماتیسم (=جزم‌گرایی) به نام اسلام و ریشه‌های عقیدتی ترور و خشونت گفتگو می‌شد، تا اینکه در سال ۲۰۰۰ میلادی مرکز ابن خلدون تعطیل شد و ابراهیم از سوی حکومت مصر بازداشت شد. منصور پس از آن، فعالیت‌های خود را در خارج مصر پیگیری کرد و به همراه پسرش، مرکز جهانی قرآن را در ویرجینیای شمالی تأسیس نمود که به دو زبان عربی و انگلیسی مقالات و کتب او را انتشار می‌دهد. از زمان حضورش در آمریکا یعنی از سال ۲۰۰۲، همواره به تدریس و تحقیق در مراکز علمی مشغول بوده از جمله در سال ۲۰۰۳ از سوی برنامه مطالعاتی حقوق بشر دانشکده حقوق دانشگاه هاروارد به همکاری دعوت شد و تاکنون به عنوان استاد مدعو دانشگاه هاروارد مشغول به تدریس است.
در سال ۲۰۰۷ روزنامه واشینگتن تایمز گزارش داد که از آغاز تدریس منصور در آمریکا، ۱۲ فتوای قتل او به اتّهام ارتداد از سوی فقهای سنتی صادر شده‌است. او همچنین در کنار دانیل هیل استاد کالج بوستون، از بنیان‌گذاران مرکز جهانی صلح و تسامح به‌شمار می‌آید.

## افکار و عقاید
برخی از علاقه‌مندان صبحی منصور، او را با متفکر اصلاح طلب مسیحی، مارتین لوتر مقایسه می‌کنند، اما صبحی منصور اعلام کرده‌است دوست نمی‌دارد او را با «لوتر» در تاریخ مسیحیت مقایسه نمایند.او معتقد است بسیاری از احکام فقهی هیچ ریشه قرآنی نداشته و توسط راویان حدیث در عصر سرنوشت ساز عباسی ساخته و پرداخته شده‌اند. احمد صبحی منصور به واسطهٔ اظهار نظرات شاذ و خلاف اجماع مسلمانان، مورد هجمه‌های بسیاری در داخل و خارج از مصر قرار گرفته‌است. بسیاری از احکامی که صبحی منصور آنان را خرافی می‌شمارد، امروزه جزئی از دین شناخته شدند از جمله حکم قتل مرتد یا مجازات سنگسار که در هر دو مورد نوشته‌های مستدلی را به رشته تحریر درآورده‌است.
منصور پس از انکار حدیث از الازهر اخراج شد. او معتقد است که سنت فعلی پیامبر بدون نیاز به کتابت و از طریق تواتر و قبل از تدوین کتب حدیث شناخته شده بوده و پیامبر و بزرگان صحابه از کتابت غیر قرآن نهی کردند.

منصور وجود پدیده‌ای به نام ناسخ و منسوخ در قرآن را قبول ندارد. خود منصور بارها مدّعی شده که اندیشه‌های اصلاحی‌اش ادامه مدرسه محمد عبده است. احمد صبحی منصور در کتب و مقالات خود اعلام کرده‌است که فرقه گرایی در دین را قبول ندارد و معتقدان فرقه‌های مختلف را کافر به قرآن کریم دانسته و مشرک بالله می‌داند. وی در همین زمینه می‌گوید:
ما (اهل القرآن) یک گروه، یا سازمان، یا فرقه یا حزب نیستیم، ما یک جنبش فکری و روشنگر می‌باشیم که تلاش می‌کند تا حقائق و واقعیت‌های اسلام را که غایب و ناگفته مانده‌است روشن نماید، بدین معنا که اسلام، یک دین صلح و خواهان عدالت و آزادی مطلق، در اندیشه و نظر و آئین می‌باشد و اینکه حقیقتاً دین اسلام، یک دین حقوق بشر در ارتباط با افراد مختلف است.
صبحی منصور اقامه نمازهای یومیه را فقط در وقت خود که همان پنج وقت است واجب می‌داند و جمع آنها را یعنی: ظهر و عصر یا مغرب و عشاء باهم، به سبک شیعه، هرگز جایز نمی‌شمارد.احمد صبحی منصور جنگ با داعش را جهاد در راه خدا می‌داند. وی و طیف همراه وی یعنی اهل القرآن در خصوص خرافه و از ریشه دروغ محض بودن «اصل اعتقاد به مهدی و مهدویت» بارها و بارها دست به قلم شده و مقالات بسیاری را تدوین و تنظیم نموده‌اند.وی معتقد است نامیدن افراد به اسم‌هایی چون عبدالرسول و عبدالنبی… جایز نمی‌باشد و اشتباه است.

صبحی در مورد واقعهٔ کربلا می‌گوید: 
«خروج حسین بخاطر قیام علیه ظلم و ستم نبود، بلکه او بخاطر هدف دنیوی که همان خلافت و ثروت بود شورش کرد و قبل از این خروج، از هدایای معاویه و مال حرامش تناول و استفاده می‌نمود و هرآنچه را که معاویه از ستم و بی عدالتی مرتکب می‌شد، بدان راضی بود.»

## مقالات و کتب
بیش از ۵۰۰ مقاله در روزنامه‌ها و نشریات معتبر از جمله «الاهرام»، «الاخبار» و… حاصل فعالیت علمی اوست. همچنین نزدیک به ۳۰عنوان کتاب از او به زبان عربی و انگلیسی چاپ شده‌است.